# Dennis Prager
Dennis Mark Prager (Nova Iorque, 2 de agosto de 1948) é um radialista, escritor, colunista e orador conservador americano.
Nasceu numa família judia ortodoxa e estudou num colégio do bairro do Brooklyn. De 1970 a 1972, atendeu o Instituto do Oriente Médio e Rússia, na Universidade de Columbia. Junto de seu amigo Joseph Telushkin iniciou um trabalho de divulgação e defesa do judaísmo que foi muito influente entre a comunidade judaica americana desde a década de 70.
Reprovou o não-juramento sobre a Bíblia feito por um deputado muçulmano e afirmou que, se eleito, juraria até sobre uma Bíblia com o Novo Testamento, apesar de ser judeu.
Atualmente seu trabalho é focado na iniciativa Prager University, voltada à produção de vídeos curtos sobre assuntos relativos à visão conservadora.